# Lautospora gigantea
Lautospora gigantea är en svampart som beskrevs av K.D. Hyde & E.B.G. Jones 1989. Lautospora gigantea ingår i släktet Lautospora och familjen Lautosporaceae.   Inga underarter finns listade i Catalogue of Life.